# Леандро Алмейда
Леа́ндро Алме́йда да Си́лва (порт.-браз. Leandro Almeida da Silva; род. 14 марта 1987, Белу-Оризонти, Бразилия) — бразильский футболист, защитник клуба «Шаара Юнайтед».

## Биография
Воспитанник клуба «Атлетико Минейро», за который выступал в Серии A чемпионата Бразилии. В «Атлетико Минейро» был игроком основного состава команды, часто исполнял обязанности капитана. Также был штатным пенальтистом. В составе «Атлетико Минейро» провёл 101 матч, забил 14 мячей. С 28 июня 2009 года по 23 января 2013 был игроком киевского «Динамо».
Летом 2009 года перешёл в киевское «Динамо», подписав с клубом контракт на пять лет. В «Динамо» выбрал себе номер 44. В январе 2013 года, после трёх с половиной лет в «Динамо» перешёл в бразильский «Коритиба», заключив с клубом контракт до декабря 2016 года. «Динамо» сохранило 50 % прав на футболиста.
В июне 2016 года стал игроком «Интернасьонала».

## Достижения
- Чемпион штата Минас-Жерайс (1): 2007
- Чемпион штата Парана (1): 2013
- Вице-чемпион Украины (3): 2009/10, 2010/11, 2011/12
- Финалист Кубка Украины (1): 2010/11